# Csiliznyárad
Csiliznyárad (szlovákul Ňárad, korábban Topoľovec, illetve Čiližský Ňárad) község Szlovákiában, a Nagyszombati kerületben, a Dunaszerdahelyi járásban.

## Fekvése
Csiliznyárad a Csilizközben fekszik, Dunaszerdahelytől 18 km-re délre, 113 méteres tengerszint feletti magasságban, a bősi vízierőmű alvízcsatornájának közelében. Csaknem teljesen egybeépült a szomszédos Szappal. A falu nyugati szélén folyik a Határ-kanális (Chotárny kanál).
Csiliznyáradon keresztülhalad a Bőst (7 km) Medvével (7 km) összekötő 506-os út. Mellékút köti össze Csilizpatassal is.
Északnyugatról Bős, északkeletről Balony, délkeletről Medve, délről és délnyugatról pedig Szap községekkel határos.

## Élővilága
1934-ben 11 gólyafészket tartottak nyilván, 1954-ben nyolcat, 1968-ban hármat, 1974-ben ötöt, 1984-ben hatot, 1988-ban ismét ötöt. A faluban ma 6 gólyafészket tartanak nyilván, ebből a főút mentén található egy fészek és 3 alátét. További egy alátét és egy fészek található az egyik mellékutcában, ahol 2013-ban is fészkeltek a gólyák.

## Története
1468-ban a Dóczy család birtokaként említik.
A trianoni békeszerződésig Győr vármegye Tószigetcsilizközi járásához tartozott.
Vályi András szerint "NYÁRAD. Magyar falu Győr Várm. földes Urai G. Illésházy, és több Nemes Urak, lakosai katolikusok, és reformátusok, fekszik Csilizközben, Győrhöz 2 mértföldnyire, igen jó határja két nyomásbéli, és bőven terem mindenféle gabonát, lent is jót, erdeje, réttye kevés."
Fényes Elek szerint "Nyárad, magyar falu, Győr vmegyében, a Csiliz közben, 348 kath., 70 ref. lak., kik közt számos nemesek találtatnak. Szénája annyi terem, hogy Poson városának is adhat-el. Lakosai jó csikókat nevelnek. A néhai gr. Illésházy szarvai urad. tartozik. Ut. p. Győr."
1997-ben megjelent a Végh Ferenc által írt Csiliznyárad c. könyv, melyben a helységnév kialakulásától az 1996-os Önkormányzati képviselőkig nagyon sok minden található. (Pecsétek, nemzetségek, vízszabályozás, dűlőnevek, növény- és állatvilág, lakó- és gazdasági épületek, foglalkozások, leventék, intézmények, templomok, hagyományok stb.)

## Népessége
| Év:            | 1994. | 2004.   | 2014.   | 2024.   |
| -------------- | ----- | ------- | ------- | ------- |
| Emberek száma: | 584   | 628     | 631     | 645     |
| Eltérés:       |       | +7,53 % | +0,47 % | +2,21 % |

| Év:            | 2023. | 2024.   |
| -------------- | ----- | ------- |
| Emberek száma: | 643   | 645     |
| Eltérés:       |       | +0,31 % |

1910-ben 659, túlnyomórészt magyar anyanyelvű lakosa volt.
1921-ben 732 lakosa volt, ebből 664 (90,7%) volt magyar, 45 (6,1%) pedig szlovák nemzetiségű.
2001-ben 616 lakosából 586 magyar (95,1%) és 28 szlovák (4,5%) nemzetiségű volt. Ugyanekkor 529 római katolikus és 65 református vallású lakosa volt a falunak.
2011-ben 651 lakosából 602 magyar és 38 szlovák volt.
2021-ben 631 lakosából 572 (+7) magyar, 47 (+3) szlovák, (+1) cigány, 5 egyéb és 7 ismeretlen nemzetiségű volt.

## Nevezetességek
- Szűz Mária születésének szentelt római katolikus temploma 1929-1933. között épült.[9]
- Szűz Mária szobrát, mely a templomkertben áll, 1847-ben emeltette Sebő Ferenc.
- A két világháború áldozatainak emlékműve a temetőben található.
- Szent János útmenti szobrát 1995-ben újították fel.
- A községháza előtt áll a kitelepítettek és meghurcoltak emlékkopjafája, melyet 1992-ben állították.
- Az 1886-ban állított útmenti feszület jelenleg (2008. november) rossz állapotban van

## Neves személyek
- Itt született 1938. április 8-án Csicsay Alajos író, pedagógiai szakíró.[10]
- Itt született és itt hunyt el Színi Sebő Alajos 48-as honvédezredes, aki a Tápióbicskei csatában Reidesel császári ezredest párbajban megölte, sírja a temetőben látható. Jókai Mór róla formálta Baradlay Richárd alakját A kőszívű ember fiai című regényében.
- Itt élt és nevelkedett Győrbe településéig Végh Ferenc (1931-2009) (anyja neve: Szini Sebő Anna) író, sport- és helytörténet kutató.
- Itt szolgált Bíró Lucián (1898-1990) pápai és komáromi bencés gimnáziumi tanár, cserkészvezető, tankönyvíró, szerkesztő, katolikus egyházi író.

## Képtár

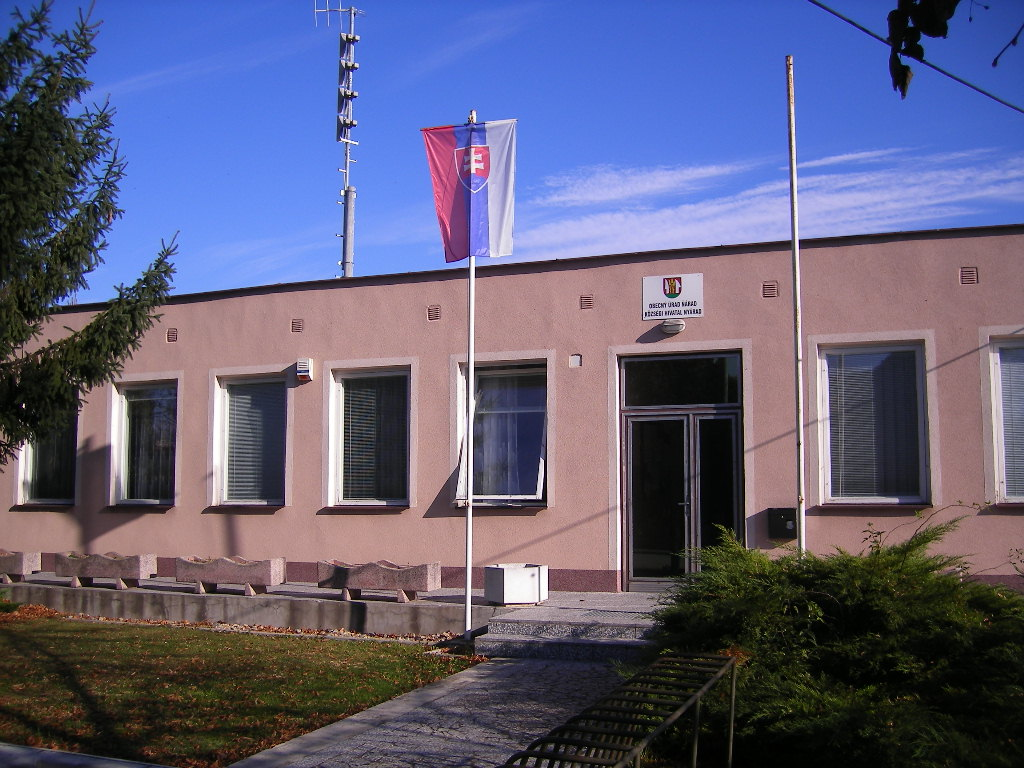
Községi hivatal, 2008
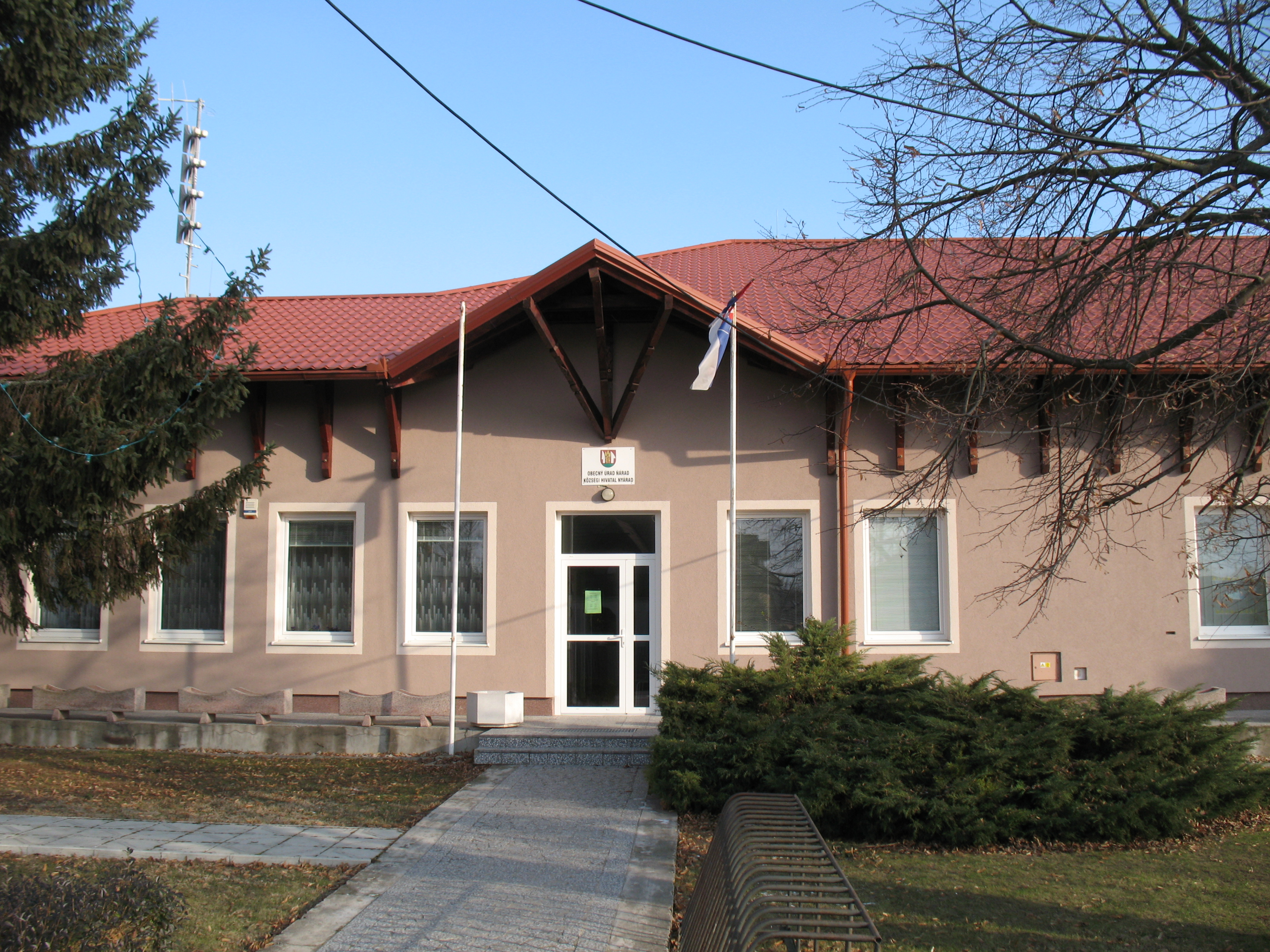
Községi hivatal, 2012
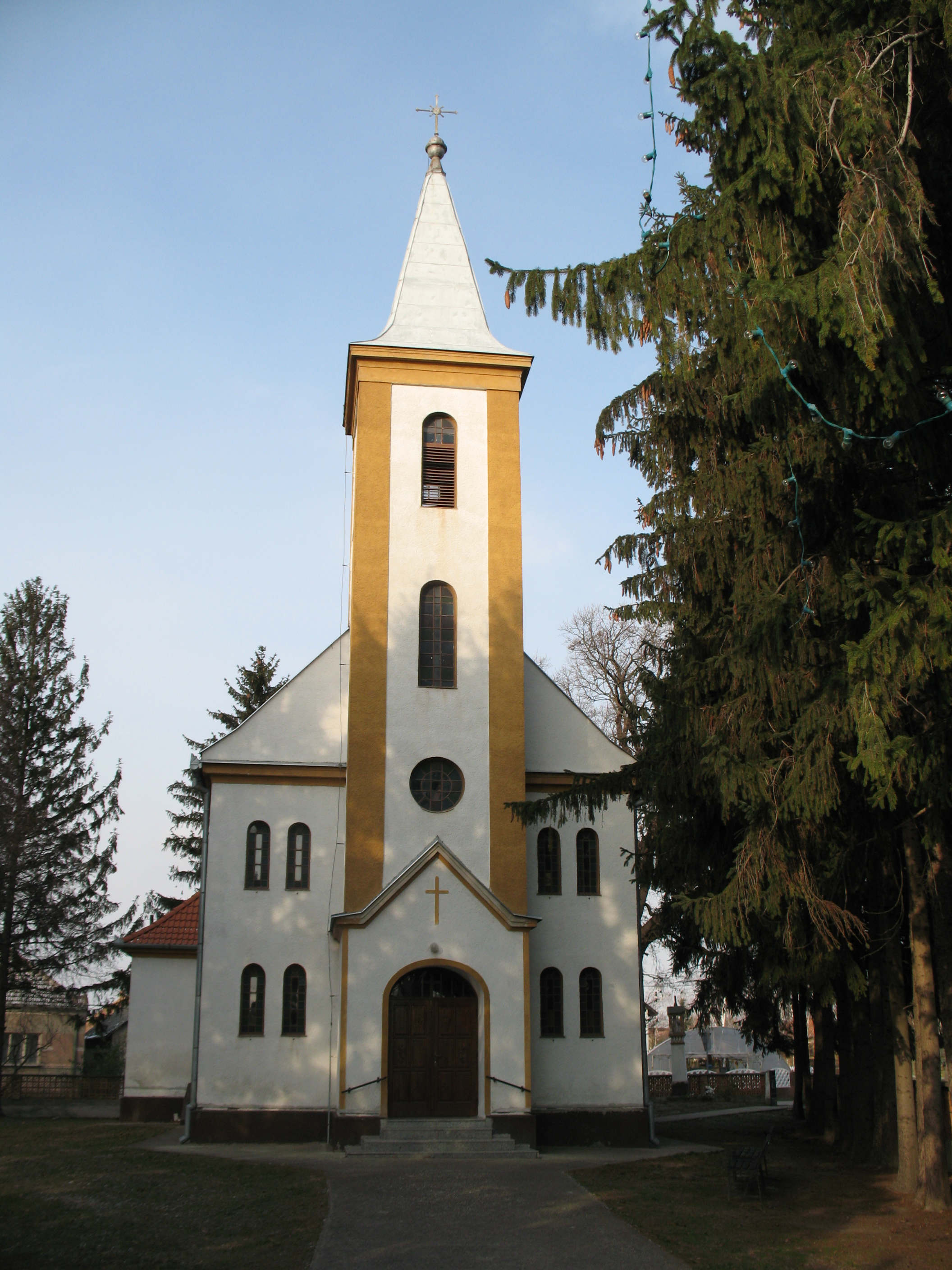
Templom
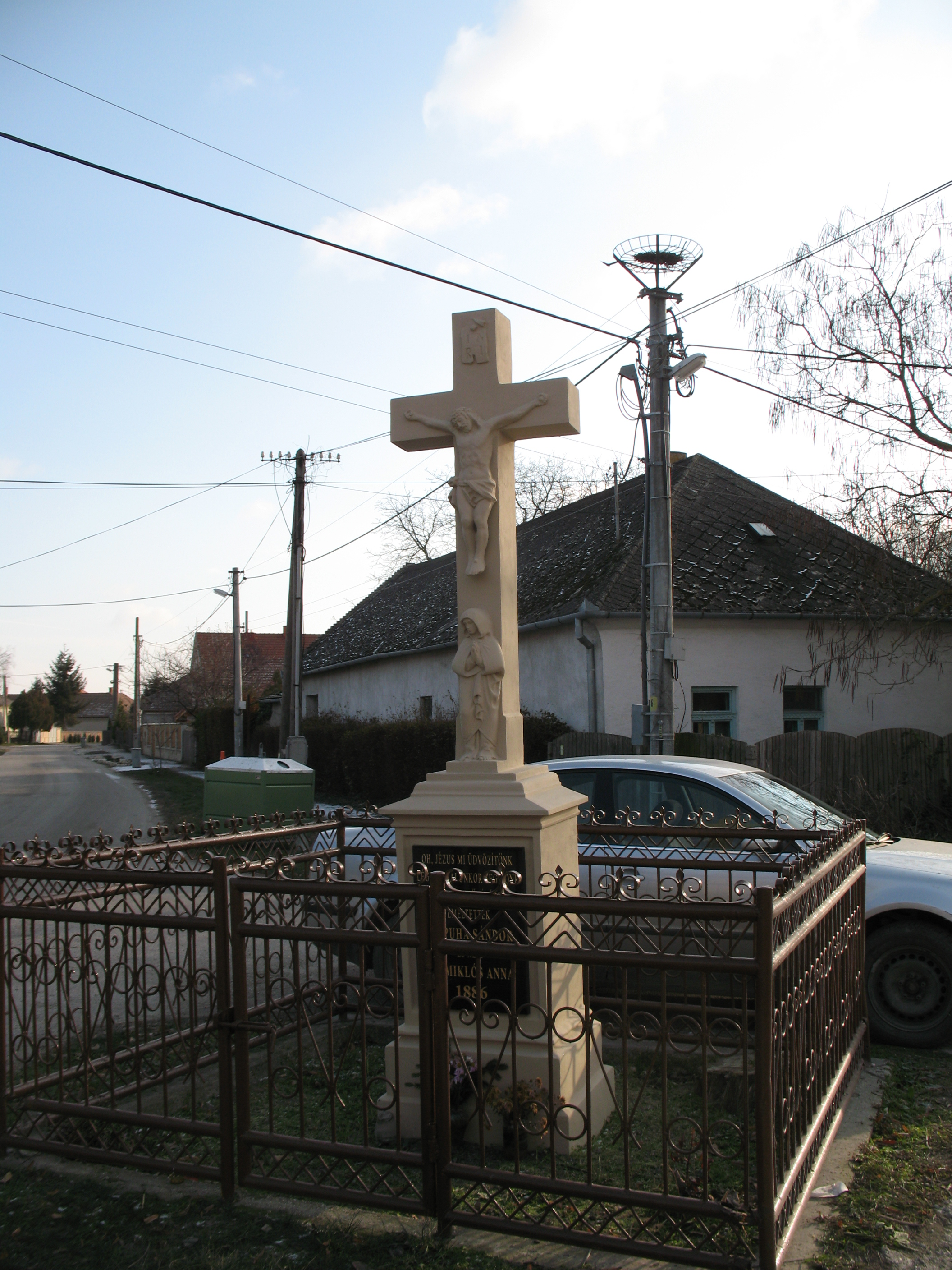
Kereszt 1886 és gólyafészek-alátét
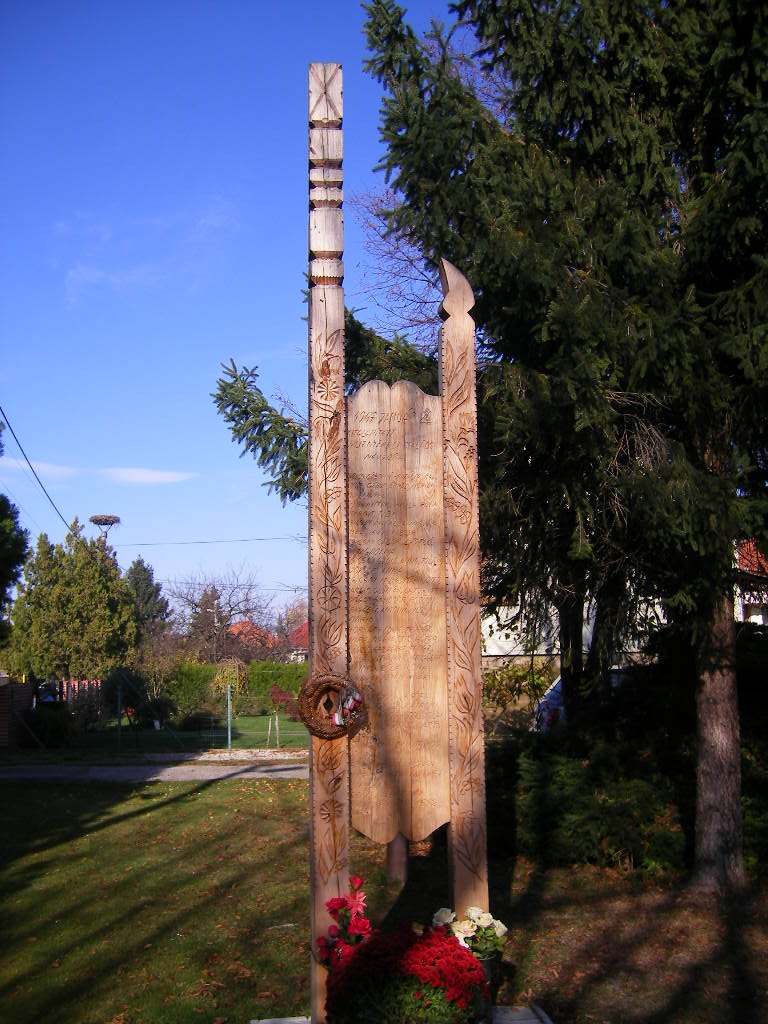
A kitelepítettek emlékműve
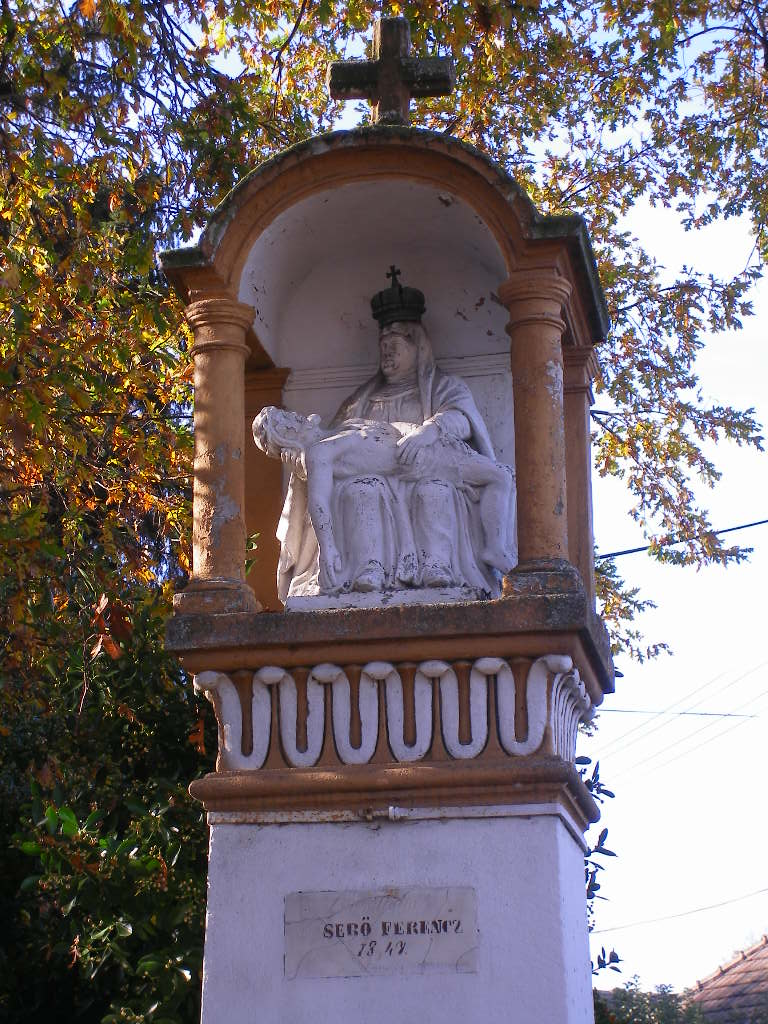
Szűz Mária szobra (1847)
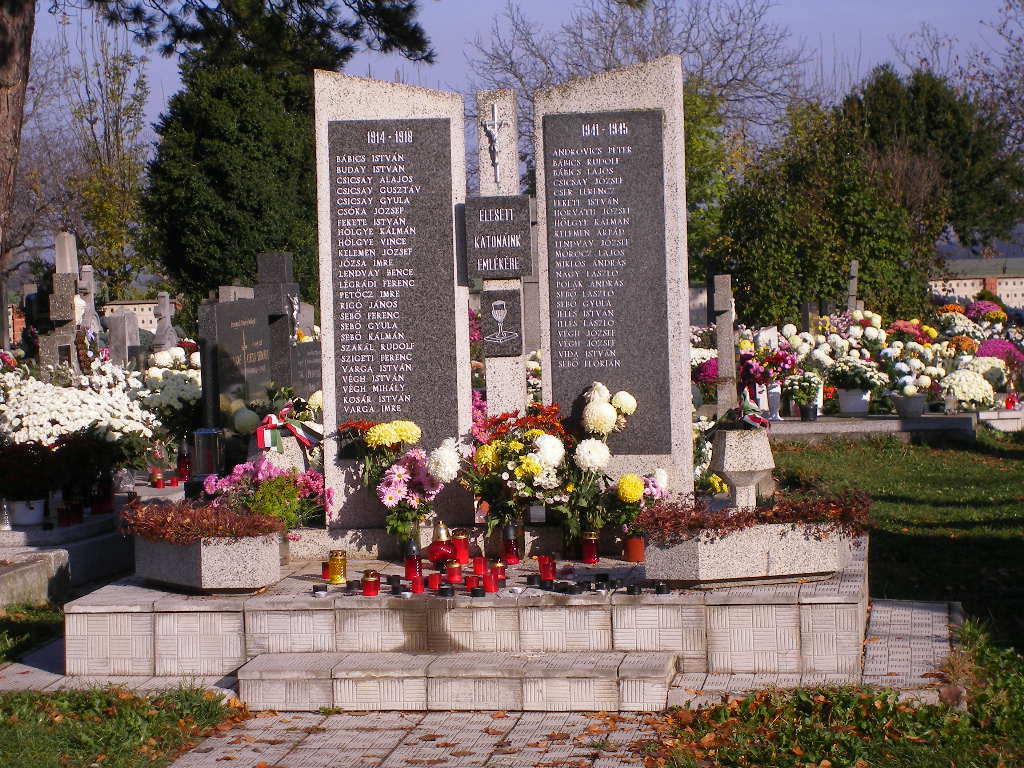
A két világháború áldozatainak emlékműve
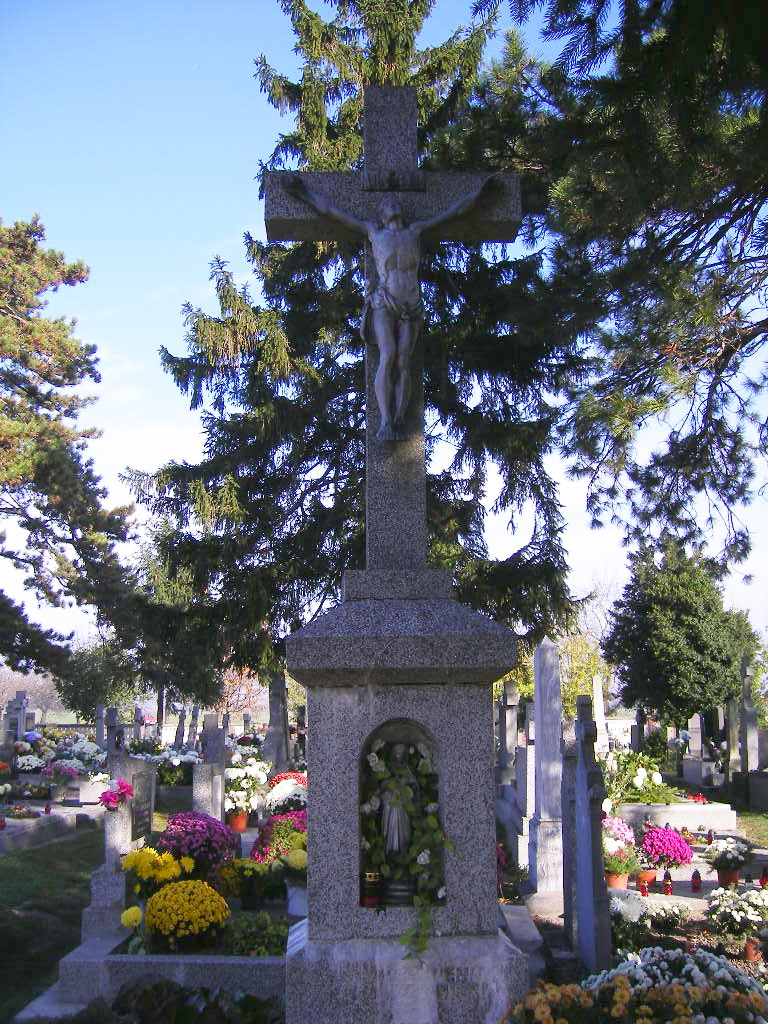
Temetői kereszt
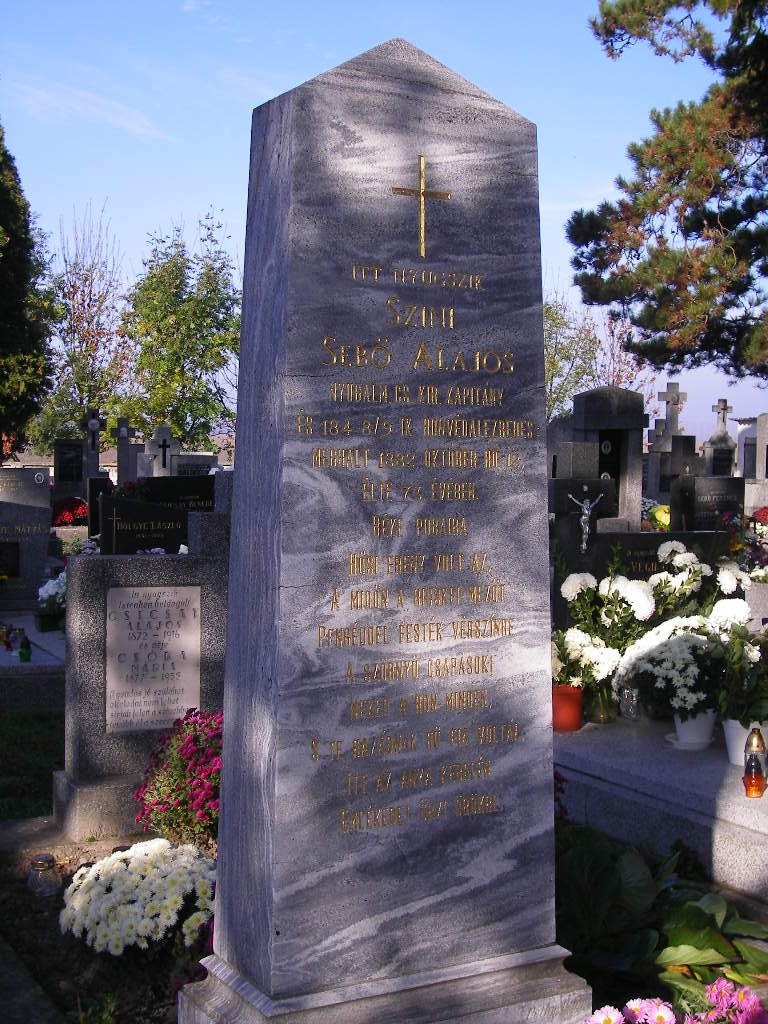
Színi Sebő Alajos síremléke
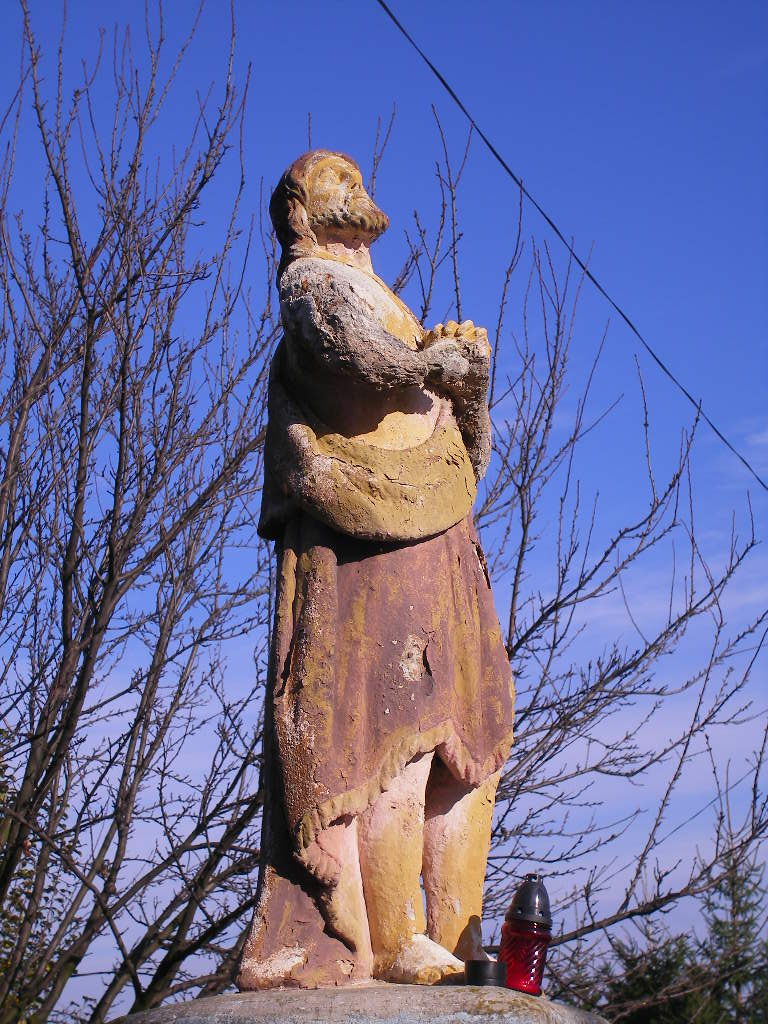
Szent János-szobor
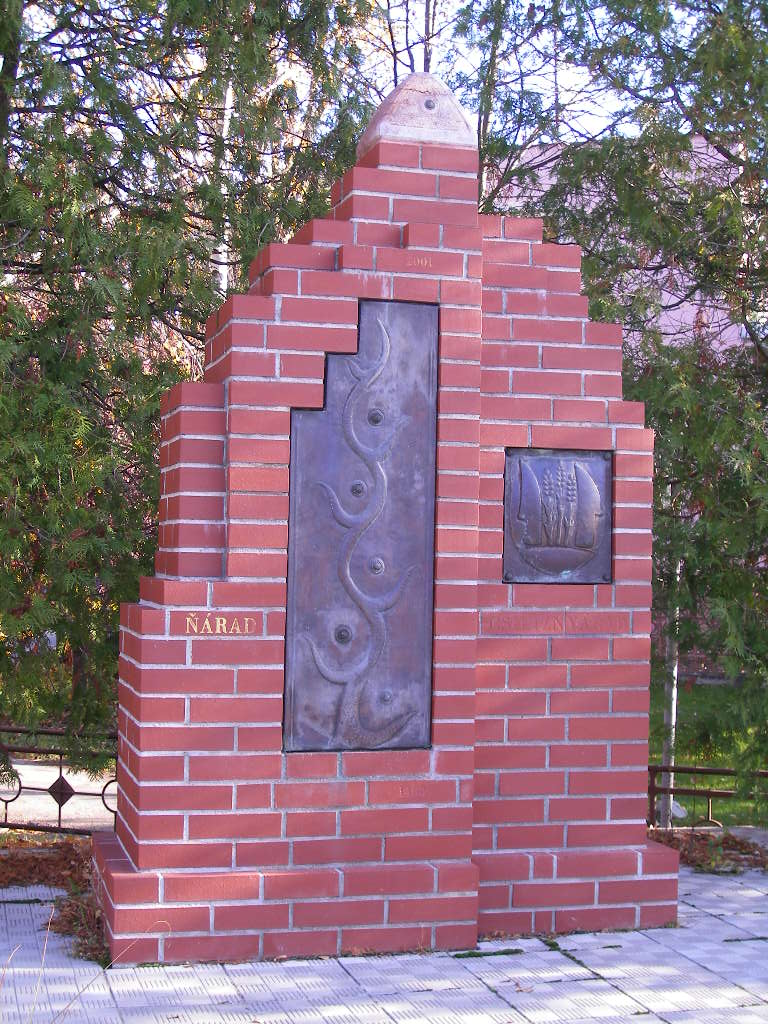
Csiliznyárad-emlékmű
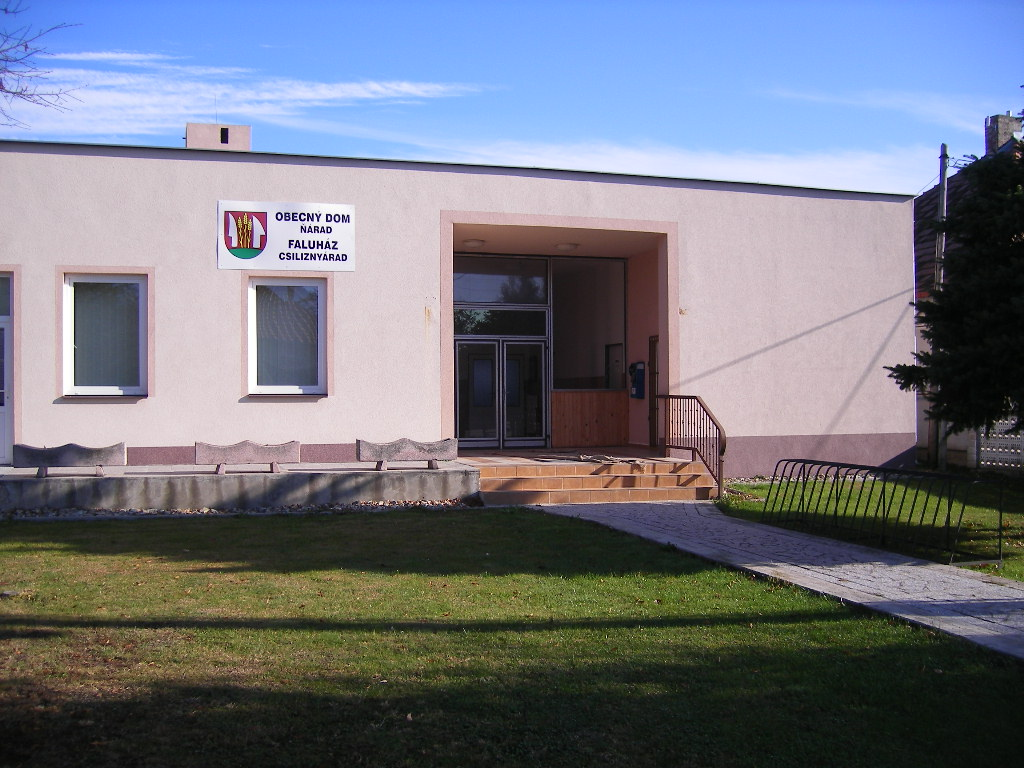
Faluház
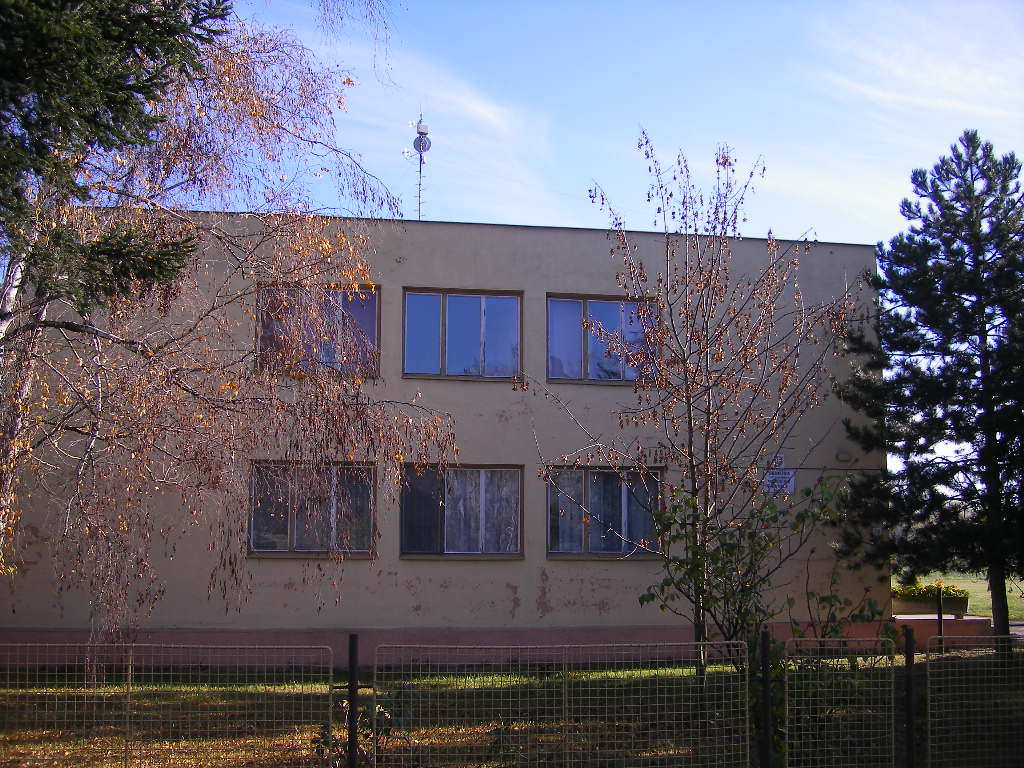
Alapiskola
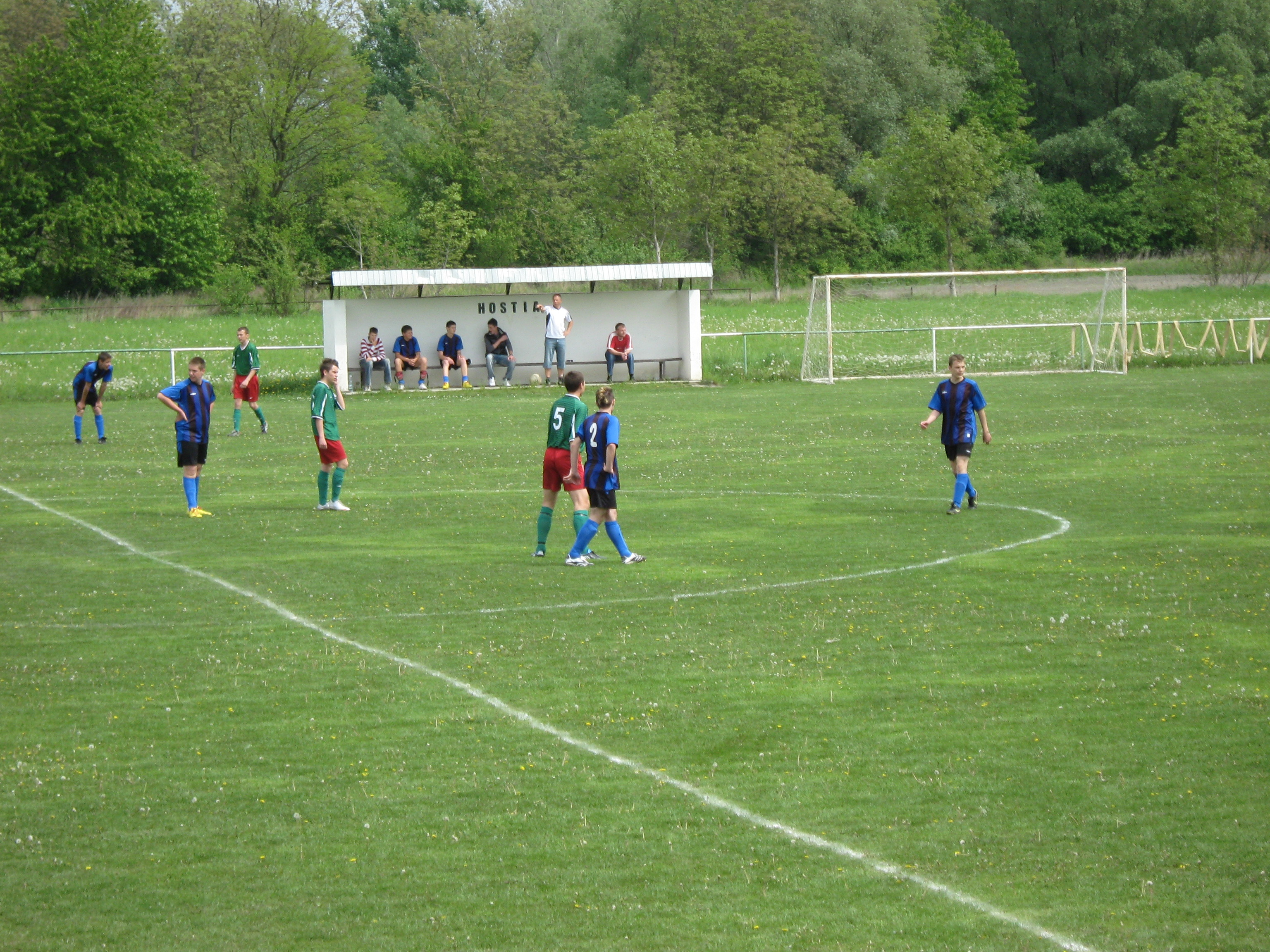
Foci

## Testvérvárosok
- Tápióbicske